# Vuelta a Colombia 2002
La 52.ª edición de la Vuelta a Colombia (patrocinada como: Vuelta a Colombia Telecom) tuvo lugar entre el 30 de junio y el 14 de julio de 2002. El boyacense José Castelblanco del equipo Colombia-Selle Italia se coronó por tercera vez como campeón de la Vuelta con un tiempo de 45 h, 34 min y 21 s.

## Equipos participantes
| Equipo                                          | Categoría  |
| ----------------------------------------------- | ---------- |
| 05 Orbitel                                      | Aficionado |
| Alcaldía de Cabimas (Venezuela)                 | Aficionado |
| Bono del Ciclismo                               | Aficionado |
| Cage Maglierie-Olmo (Italia)                    | Aficionado |
| Colombia-Selle Italia                           | Aficionado |
| Gobernación de Caldas-Aguardiente Cristal       | Aficionado |
| Liga de Antioquia-Orbitel                       | Aficionado |
| Lotería de Boyacá-Pier de Agostini              | Aficionado |
| Lotería del Táchira (Venezuela)                 | Aficionado |
| Mixto 1 (Boyacá-Cicloases)                      | Aficionado |
| Mixto 2 (Tolima-Chiquinquirá-Fuerzas Militares) | Aficionado |
| Papeles Scott                                   | Aficionado |

## Etapas
| Etapa      | Fecha       | Recorrido                                 | Distancia (km) | Ganador            | Líder             |
| ---------- | ----------- | ----------------------------------------- | -------------- | ------------------ | ----------------- |
| Prólogo    | 30 de junio | Cúcuta                                    | 5,2 (CRI)      | Marlon Pérez       | Marlon Pérez      |
| 1.ª etapa  | 1 de julio  | Pamplona - Bucaramanga                    | 142            | Marlon Pérez       | Marlon Pérez      |
| 2.ª etapa  | 2 de julio  | Bucaramanga - Socorro                     | 109,1          | Alexis Rojas       | Marlon Pérez      |
| 3.ª etapa  | 3 de julio  | Socorro - Tunja                           | 150,7          | Jorge Martínez     | Marlon Pérez      |
| 4.ª etapa  | 4 de julio  | Tunja - Chía                              | 115,7          | Israel Ochoa       | Marlon Pérez      |
| 5.ª etapa  | 5 de julio  | Bogotá - La Caro - Bogotá                 | 39             | José Castelblanco  | José Castelblanco |
| 6.ª etapa  | 6 de julio  | Bogotá (Inravisión) - Bogotá (Inravision) | 160,6          | Jairo Pérez        | José Castelblanco |
| 7.ª etapa  | 7 de julio  | Soacha - Ibagué                           | 194            | Hernán Bonilla     | José Castelblanco |
| 8.ª etapa  | 8 de julio  | Ibagué - Pereira                          | 121,7          | Luis Castañeda     | Élder Herrera     |
| 9.ª etapa  | 9 de julio  | Pereira - Cali                            | 199,5          | Félix Cárdenas     | Élder Herrera     |
| 10.ª etapa | 10 de julio | Cali                                      | 17 (CRI)       | José Castelblanco  | José Castelblanco |
| 11.ª etapa | 11 de julio | Buga - Armenia                            | 106,1          | Félix Cárdenas     | José Castelblanco |
| 12.ª etapa | 12 de julio | Manizales - Jericó                        | 154            | Hernán Darío Muñoz | José Castelblanco |
| 13.ª etapa | 13 de julio | Jericó - El Escobero                      | 105            | Julio César Rangel | José Castelblanco |
| 14.ª etapa | 14 de julio | Circuito en Medellín                      | 109,2          | John Freddy García | José Castelblanco |

## Clasificaciones finales
Las clasificaciones finalizaron de la siguiente forma:

### Clasificación general
| Clasificación general |                       |                       |                  |
| Ciclista              | Ciclista              | Equipo                | Tiempo           |
| --------------------- | --------------------- | --------------------- | ---------------- |
| 1.º                   | José Castelblanco     | Colombia-Selle Italia | 45 h 34 min 21 s |
| 2.º                   | Élder Herrera         | 05 Orbitel            | + 4 min 13 s     |
| 3.º                   | Libardo Niño Corredor | Lotería de Boyacá     | + 5 min 12 s     |
| 4.º                   | Hernán Darío Muñoz    | Colombia-Selle Italia | + 6 min 25 s     |
| 5.º                   | Daniel Rincón         | 05 Orbitel            | + 6 min 39 s     |
| 6.º                   | Álvaro Sierra         | Lotería de Boyacá     | + 8 min 34 s     |
| 7.º                   | Hernán Bonilla        | 05 Orbitel            | + 10 min 59 s    |
| 8.º                   | Ismael Sarmiento      | Lotería de Boyacá     | + 11 min 24 s    |
| 9.º                   | Argiro Zapata         | 05 Orbitel            | + 13 min 09 s    |
| 10.º                  | Julio César Rangel    | Alcaldía de Cabimas   | + 14 min 10 s    |

### Clasificación de la montaña
| Clasificación de la montaña |                    |                                           |        |
| Ciclista                    | Ciclista           | Equipo                                    | Puntos |
| --------------------------- | ------------------ | ----------------------------------------- | ------ |
| 1.º                         | Julio César Rangel | Alcaldia de Cabimas                       | 90     |
| 2.º                         | Alexis Rojas       | Gobernación de Caldas-Aguardiente Cristal | 64     |
| 3.º                         | José Castelblanco  | Colombia-Selle Italia                     | 52     |

### Clasificación de las metas volantes
| Clasificación de las metas volantes |                        |                     |        |
| Ciclista                            | Ciclista               | Equipo              | Puntos |
| ----------------------------------- | ---------------------- | ------------------- | ------ |
| 1.º                                 | Javier de Jesús Zapata | 05 Orbitel          | 32     |
| 2.º                                 | Jairo Pérez            | Lotería de Boyacá   | 31     |
| 3.º                                 | Álvaro Lozano          | Alcaldía de Cabimas | 31     |

### Clasificación de la combinada
| Clasificación de la combinada |                       |                     |        |
| Ciclista                      | Ciclista              | Equipo              | Puntos |
| ----------------------------- | --------------------- | ------------------- | ------ |
| 1.º                           | Julio César Rangel    | Alcaldia de Cabimas | ND     |
| 2.º                           | Libardo Niño Corredor | Lotería de Boyacá   | ND     |
| 3.º                           | José Daniel Rincón    | 05 Orbitel          | ND     |

### Clasificación de la regularidad
| Clasificación de la regularidad |              |            |        |
| Ciclista                        | Ciclista     | Equipo     | Puntos |
| ------------------------------- | ------------ | ---------- | ------ |
| 1.º                             | Marlon Pérez | 05 Orbitel | ND     |

### Clasificación de los novatos
| Clasificación de los novatos |                     |                                           |        |
| Ciclista                     | Ciclista            | Equipo                                    | Tiempo |
| ---------------------------- | ------------------- | ----------------------------------------- | ------ |
| 1.º                          | Sebastián Castañeda | Gobernación de Caldas-Aguardiente Cristal | ND     |

### Clasificación por equipos
| Clasificación por equipos |                       |        |
| Equipo                    | Equipo                | Tiempo |
| ------------------------- | --------------------- | ------ |
| 1.º                       | Colombia-Selle Italia | ND     |
| 2.º                       | Lotería de Boyacá     | ND     |
| 3.º                       | 05 Orbitel            | ND     |